# Boża Wola (Basses-Carpates)
Pour les articles homonymes, voir Boża Wola.
Boża Wola est une localité polonaise de la gmina et du powiat de Mielec en voïvodie des Basses-Carpates.